# World Baseball Classic 2017

## Teilnehmer und Turniermodus
Das Gesamtteilnehmerfeld umfasst 16 Nationen. Basierend auf ihren Platzierung bei den World Baseball Classic 2013 sind 12 Länder direkt für die Endrunde qualifiziert. Das sind Kanada, China, Taiwan, die Dominikanische Republik, Italien, Japan, Kuba, Niederlande, Puerto Rico, Südkorea, USA und Venezuela.
Die 4 Sieger der Qualifikationsturniere Australien, Mexiko, Kolumbien und Israel komplettieren das 16 Länder umfassende Teilnehmerfeld der Endrunde des WBC 2017.
Für den World Baseball Classic 2017 wurde folgender Spielmodus vereinbart:
- In Runde 1 spielen 16 Teams in vier Gruppen (A bis D) im Round-Robin-System, das heißt Jeder gegen Jeden, keine Serien, nur ein Spiel.
- In Runde 2 spielen die besten 2 Teams aus jeder Gruppe in zwei Gruppen (E und F) jeweils gegeneinander
- Die besten zwei Mannschaften beider Gruppen spielen gegeneinander das Halbfinale (Erster gegen Zweiter) und das Finale aus

| Verband          | qualifiziert durch          | qualifizierte Team(s)                                                        |
| ---------------- | --------------------------- | ---------------------------------------------------------------------------- |
| BCO (Ozeanien)   | Qualifier 1                 | Australien                                                                   |
| BFA (Asien)      | World Baseball Classic 2013 | Volksrepublik China Japan Südkorea Chinesisch Taipeh                         |
| CEB (Europa)     | World Baseball Classic 2013 | Italien Niederlande                                                          |
| CEB (Europa)     | Qualifier 4                 | Israel                                                                       |
| COPABE (Amerika) | World Baseball Classic 2013 | Dominikanische Republik Kanada Kuba Puerto Rico Vereinigte Staaten Venezuela |
| COPABE (Amerika) | Qualifier 2 Qualifier 3     | Mexiko Kolumbien                                                             |

## Austragungsorte
Der World Baseball Classic 2017 wird in sechs Stadien ausgetragen:
| Gruppe A          | Gruppe B & E      | Gruppe C          |
| ----------------- | ----------------- | ----------------- |
| Seoul, Südkorea   | Tokyo, Japan      | Miami, USA        |
| Gocheok Sky Dome  | Tokyo Dome        | Marlins Park      |
| Kapazität: 16.813 | Kapazität: 42.000 | Kapazität: 36.742 |
|                   |                   |                   |

| Gruppe D                   | Gruppe F          | Finale            |
| -------------------------- | ----------------- | ----------------- |
| Zapopan, Mexiko            | San Diego, USA    | Los Angeles, USA  |
| Estadio Charros de Jalisco | PETCO Park        | Dodger Stadium    |
| Kapazität: 16.000          | Kapazität: 40.162 | Kapazität: 56.000 |
|                            |                   |                   |

## Ergebnisse

### Runde 1
Die erste Runde fand zwischen dem 6. und 12. März 2017 statt. Die vier Gruppen setzten sich folgendermaßen zusammen:
| Gruppe A          | Gruppe B            | Gruppe C                | Gruppe D    |
| ----------------- | ------------------- | ----------------------- | ----------- |
| Südkorea          | Japan               | Vereinigte Staaten      | Mexiko      |
| Chinesisch Taipeh | Australien          | Kanada                  | Italien     |
| Niederlande       | Volksrepublik China | Kolumbien               | Puerto Rico |
| Israel            | Kuba                | Dominikanische Republik | Venezuela   |

#### Gruppe A
Die Spiele der Gruppe A wurde vom 6. bis 9. März 2017 im Gocheok Sky Dome in Seoul, Südkorea ausgetragen.
| Pl | Team              | W | L | Tiebreaker |
| -- | ----------------- | - | - | ---------- |
| 1  | Israel            | 3 | 0 | –          |
| 2  | Niederlande       | 2 | 1 | –          |
| 3  | Südkorea          | 1 | 2 | –          |
| 4  | Chinesisch Taipeh | 0 | 3 | –          |

| Legende Runde 1 | Legende Runde 1                                                        |
| --------------- | ---------------------------------------------------------------------- |
|                 | Für Runde 2 und den World Baseball Classic 2021 qualifiziert           |
|                 | Ausgeschieden, jedoch für den World Baseball Classic 2021 qualifiziert |
|                 | Ausgeschieden                                                          |

| Datum        | Team 1            | Score | Team 2            | Inning | Zeit | Zuschauer | Boxscore |
| ------------ | ----------------- | ----- | ----------------- | ------ | ---- | --------- | -------- |
| 6. März 2017 | Israel            | 2–1   | Südkorea          | 10     | 4:11 | 15.470    | Boxscore |
| 7. März 2017 | Israel            | 15–7  | Chinesisch Taipeh |        | 3:54 | 3.287     | Boxscore |
| 7. März 2017 | Südkorea          | 0–5   | Niederlande       |        | 3:03 | 15.184    | Boxscore |
| 8. März 2017 | Chinesisch Taipeh | 5–6   | Niederlande       |        | 3:21 | 3.606     | Boxscore |
| 9. März 2017 | Niederlande       | 2–4   | Israel            |        | 3:12 | 2.739     | Boxscore |
| 9. März 2017 | Südkorea          | 11–8  | Chinesisch Taipeh | 10     | 4:40 | 12.000    | Boxscore |

#### Gruppe B
Die Spiele der Gruppe B wurde vom 7. bis 10. März 2017 im Tokyo Dome in Tokio, Japan ausgetragen.
| Pl | Team                | W | L | Tiebreaker |
| -- | ------------------- | - | - | ---------- |
| 1  | Japan               | 3 | 0 | –          |
| 2  | Kuba                | 2 | 1 | –          |
| 3  | Australien          | 1 | 2 | –          |
| 4  | Volksrepublik China | 0 | 3 | –          |

| Datum         | Team 1              | Score | Team 2              | Inning | Zeit | Zuschauer | Boxscore |
| ------------- | ------------------- | ----- | ------------------- | ------ | ---- | --------- | -------- |
| 7. März 2017  | Kuba                | 6–11  | Japan               |        | 3:56 | 44.908    | Boxscore |
| 8. März 2017  | Volksrepublik China | 0–6   | Kuba                |        | 3:14 | 39.102    | Boxscore |
| 8. März 2017  | Japan               | 4–1   | Australien          |        | 3:18 | 41.408    | Boxscore |
| 9. März 2017  | Australien          | 11–0  | Volksrepublik China | 8      | 2:59 | 3.013     | Boxscore |
| 10. März 2017 | Australien          | 3–4   | Kuba                |        | 3:36 | 38.050    | Boxscore |
| 10. März 2017 | Volksrepublik China | 1–7   | Japan               |        | 2:41 | 40.053    | Boxscore |

#### Gruppe C
Die Spiele der Gruppe C wurde vom 9. bis 12. März 2017 im Marlins Park in Miami, USA ausgetragen.
| Pl | Team                    | W | L | Tiebreaker |
| -- | ----------------------- | - | - | ---------- |
| 1  | Dominikanische Republik | 3 | 0 | –          |
| 2  | Vereinigte Staaten      | 2 | 1 | –          |
| 3  | Kolumbien               | 1 | 2 | –          |
| 4  | Kanada                  | 0 | 3 | –          |

| Datum         | Team 1                  | Score | Team 2                  | Inning | Zeit | Zuschauer | Boxscore |
| ------------- | ----------------------- | ----- | ----------------------- | ------ | ---- | --------- | -------- |
| 9. März 2017  | Kanada                  | 2–9   | Dominikanische Republik |        | 3:14 | 27.388    | Boxscore |
| 10. März 2017 | Kolumbien               | 2–3   | Vereinigte Staaten      | 10     | 3:25 | 22.580    | Boxscore |
| 11. März 2017 | Kolumbien               | 4–1   | Kanada                  |        | 2:54 | 17.209    | Boxscore |
| 11. März 2017 | Vereinigte Staaten      | 5–7   | Dominikanische Republik |        | 3:38 | 37.446    | Boxscore |
| 12. März 2017 | Dominikanische Republik | 10–3  | Kolumbien               | 11     | 4:44 | 36.952    | Boxscore |
| 12. März 2017 | Kanada                  | 0–8   | Vereinigte Staaten      |        | 3:01 | 22.303    | Boxscore |

#### Gruppe D
Die Spiele der Gruppe D wurde vom 9. bis 13. März 2017 im Estadio Charros de Jalisco in Zapopan, Mexiko ausgetragen.
| Pl | Team        | W | L | HTH | RA | IPD  | RA/IPD | TG |
| -- | ----------- | - | - | --- | -- | ---- | ------ | -- |
| 1  | Puerto Rico | 3 | 0 | –   | –  | –    | –      | –  |
| 2  | Venezuela   | 2 | 2 | 1–1 | 21 | 19.0 | 1.105  | W  |
| 3  | Italien     | 1 | 3 | 1–1 | 20 | 19.0 | 1.053  | L  |
| 4  | Mexiko      | 1 | 2 | 1–1 | 19 | 17.0 | 1.117  | –  |

Erklärung

HTH – Head-to-head (direkter Vergleich), RA – Runs zugelassen, IPD – Innings pitched. RA/IPD – Verhältnis RA zu IPD. TG – Entscheidungsspiel.
| Datum         | Team 1      | Score | Team 2      | Inning | Zeit | Zuschauer | Boxscore |
| ------------- | ----------- | ----- | ----------- | ------ | ---- | --------- | -------- |
| 9. März 2017  | Mexiko      | 9–10  | Italien     |        | 3:39 | 14.296    | Boxscore |
| 10. März 2017 | Venezuela   | 0–11  | Puerto Rico | 7      | 2:43 | 14.806    | Boxscore |
| 11. März 2017 | Venezuela   | 11–10 | Italien     | 10     | 4:43 | 12.187    | Boxscore |
| 11. März 2017 | Puerto Rico | 9–4   | Mexiko      |        | 3:40 | 15.647    | Boxscore |
| 12. März 2017 | Italien     | 3–9   | Puerto Rico |        | 2:42 | 11.924    | Boxscore |
| 12. März 2017 | Mexiko      | 11–9  | Venezuela   |        | 4:44 | 15.489    | Boxscore |

Entscheidungsspiel
| Datum         | Team 1    | Score | Team 2  | Inning | Zeit | Zuschauer | Boxscore |
| ------------- | --------- | ----- | ------- | ------ | ---- | --------- | -------- |
| 13. März 2017 | Venezuela | 4–3   | Italien |        | 3:26 | 1.783     | Boxscore |

### Runde 2

#### Gruppe E
Die Spiele der Gruppe E wurde vom 12. bis 15. März 2017 im Tokyo Dome in Tokio, Japan ausgetragen.
| Pl | Team        | W | L | Tiebreaker |
| -- | ----------- | - | - | ---------- |
| 1  | Japan       | 3 | 0 | –          |
| 2  | Niederlande | 2 | 1 | –          |
| 3  | Israel      | 1 | 2 | –          |
| 4  | Kuba        | 0 | 3 | –          |

| Legende Runde 2 | Legende Runde 2 |
| --------------- | --------------- |
|                 | Halbfinale      |
|                 | Ausgeschieden   |

| Datum         | Team 1      | Score | Team 2      | Inning | Zeit | Zuschauer | Boxscore |
| ------------- | ----------- | ----- | ----------- | ------ | ---- | --------- | -------- |
| 12. März 2017 | Kuba        | 1–4   | Israel      |        | 3:14 | 43.153    | Boxscore |
| 12. März 2017 | Japan       | 8–6   | Niederlande | 11     | 4:46 | 44.326    | Boxscore |
| 13. März 2017 | Niederlande | 12–2  | Israel      | 8      | 3:04 | 5.017     | Boxscore |
| 14. März 2017 | Kuba        | 5–8   | Japan       |        | 3:25 | 32.717    | Boxscore |
| 15. März 2017 | Niederlande | 14–1  | Kuba        | 7      | 2:19 | 40.680    | Boxscore |
| 15. März 2017 | Israel      | 3–8   | Japan       |        | 3:28 | 43.179    | Boxscore |

#### Gruppe F
Die Spiele der Gruppe E wurde vom 14. bis 18. März 2017 im PETCO Park in  San Diego, USA ausgetragen.
| Pl | Team                    | W | L | Tiebreaker |
| -- | ----------------------- | - | - | ---------- |
| 1  | Puerto Rico             | 3 | 0 | –          |
| 2  | Vereinigte Staaten      | 2 | 1 | –          |
| 3  | Dominikanische Republik | 1 | 2 | –          |
| 4  | Venezuela               | 0 | 3 | –          |

| Datum         | Team 1                  | Score | Team 2                  | Inning | Zeit | Zuschauer | Boxscore |
| ------------- | ----------------------- | ----- | ----------------------- | ------ | ---- | --------- | -------- |
| 14. März 2017 | Dominikanische Republik | 1–3   | Puerto Rico             |        | 3:16 | 16.637    | Boxscore |
| 15. März 2017 | Venezuela               | 2–4   | Vereinigte Staaten      |        | 3:13 | 16.635    | Boxscore |
| 16. März 2017 | Venezuela               | 0–3   | Dominikanische Republik |        | 4:05 | 16.390    | Boxscore |
| 17. März 2017 | Vereinigte Staaten      | 5–6   | Puerto Rico             |        | 3:09 | 32.463    | Boxscore |
| 18. März 2017 | Puerto Rico             | 13–2  | Venezuela               |        | 3:24 | 20.778    | Boxscore |
| 18. März 2017 | Vereinigte Staaten      | 6–3   | Dominikanische Republik |        | 3:40 | 43.002    | Boxscore |

### Finalrunde
Die Finalrunde wurde vom 20. bis 22. März 2017 im Dodger Stadium in Los Angeles ausgespielt.
|  | Halbfinale | Halbfinale         | Halbfinale         |   |   | Finale      | Finale | Finale |
|  |            |                    |                    |   |   |             |        |        |
|  | 2E         | Niederlande        | 3                  |   |   |             |        |        |
|  | 1F         | Puerto Rico        | 4                  |   |   |             |        |        |
|  | 1F         | Puerto Rico        | 4                  |   |   | Puerto Rico | 0      |        |
|  |            |                    |                    |   |   | Puerto Rico | 0      |        |
|  |            |                    | Vereinigte Staaten | 8 |   |             |        |        |
|  | 2F         | Vereinigte Staaten | Vereinigte Staaten | 8 | 2 |             |        |        |
|  | 2F         | Vereinigte Staaten |                    |   |   |             |        |        |
|  | 1E         | Japan              | 1                  |   |   |             |        |        |

#### Halbfinale
| Datum         | Team 1             | Score | Team 2      | Inning | Zeit | Zuschauer | Boxscore |
| ------------- | ------------------ | ----- | ----------- | ------ | ---- | --------- | -------- |
| 20. März 2017 | Niederlande        | 3–4   | Puerto Rico | 11     | 4:19 | 24.865    | Boxscore |
| 21. März 2017 | Vereinigte Staaten | 2–1   | Japan       |        | 3:12 | 33.462    | Boxscore |

#### Finale
| Datum         | Team 1             | Score | Team 2      | Inning | Zeit | Zuschauer | Boxscore |
| ------------- | ------------------ | ----- | ----------- | ------ | ---- | --------- | -------- |
| 22. März 2017 | Vereinigte Staaten | 8–0   | Puerto Rico |        | 3:30 | 51.565    | Boxscore |

## Endergebnis
Die Abschlusstabelle wurde nicht durch die World Baseball Classic Inc., sondern von der WBSC ermittelt.
| Pl                | Team                    | W | L | Tiebreaker |
| ----------------- | ----------------------- | - | - | ---------- |
| 1                 | Vereinigte Staaten      | 6 | 2 | –          |
| Finalist          |                         |   |   |            |
| 2                 | Puerto Rico             | 7 | 1 | –          |
| Halbfinale        |                         |   |   |            |
| 3                 | Japan                   | 6 | 1 | –          |
| 4                 | Niederlande             | 4 | 3 | –          |
| 2. Runde 3. Platz |                         |   |   |            |
| 5                 | Dominikanische Republik | 4 | 2 | 0.277 TQB  |
| 6                 | Israel                  | 4 | 2 | –0.008 TQB |
| 2. Runde 4. Platz |                         |   |   |            |
| 7                 | Kuba                    | 2 | 4 |            |
| 8                 | Venezuela               | 2 | 5 | –          |
| 1. Runde 3. Platz |                         |   |   |            |
| 9                 | Australien              | 1 | 2 | 0.257 TQB  |
| 10                | Südkorea                | 1 | 2 | −0.122 TQB |
| 11                | Kolumbien               | 1 | 2 | −0.172 TQB |
| 12                | Italien                 | 1 | 3 | –          |
| 1. Runde 4. Platz |                         |   |   |            |
| 13                | Mexiko                  | 1 | 2 | –          |
| 14                | Chinesisch Taipeh       | 0 | 3 | −0.471 TQB |
| 15                | Kanada                  | 0 | 3 | −0.729 TQB |
| 16                | Volksrepublik China     | 0 | 3 | −0.962 TQB |

Erklärung

TQB = Team’s Quality Balance im direkten Vergleich (TQB = (Runs erzielt/Innings gespielt) – (Runs zugelassen/Innings gespielt))